# Torcuato Luca de Tena Brunet
Torcuato Luca de Tena Brunet (Madrid, 9 de junio de 1923-Madrid, 1 de junio de 1999), iii marqués de Luca de Tena, fue un escritor y periodista español.

## Biografía
Miembro de una conocida familia de periodistas monárquicos, era nieto del fundador de la revista Blanco y Negro (1891) y de ABC (1903), Torcuato Luca de Tena y Álvarez Ossorio, hijo de Juan Ignacio Luca de Tena —que dirigió ese periódico entre 1929 y 1936—, y hermano del también periodista Guillermo Luca de Tena.
Pasó unos años de su juventud en Chile, donde su padre fue nombrado embajador. Allí cursó tres años de Derecho en la Pontificia Universidad Católica de Chile y publicó su primer libro de versos, Albor, cuando contaba apenas dieciocho años. Se licenció en Madrid e inició su andadura en el periodismo. Fundó la edición aérea de ABC. Durante la Segunda Guerra Mundial ejerció como corresponsal de ABC en Londres y en 1952 asumió la dirección del diario, cargo del que fue destituido en 1953 a causa de sus fricciones con el Ministro de Información falangista Gabriel Arias-Salgado: en menos de un año el diario sufrió once expedientes por causas tan nimias como usar la denominación de "Jefe del Estado" en lugar del término "Caudillo", y tuvo que aguantar las permanentes intromisiones de la censura en cuestiones tan banales como sustituir el nombre de Alfonso X por el de Cervantes para evitar la propaganda encubierta de las ideas monárquicas. 
Al año siguiente, en 1954, se presentó junto a Joaquín Calvo Sotelo, Joaquín Satrústegui y Juan Manuel Fanjul en la candidatura a las elecciones a concejal en Madrid, en 1954, como alternativa a la del Movimiento, y que fracasó al no contar, en ese momento, con el beneplácito del Jefe del Estado. Actuó como corresponsal también en Washington, Oriente Medio y México. Volvió luego a ocupar la dirección de la empresa familiar ABC entre 1962 y 1975. Durante esos años mantuvo una estrecha relación con políticos tecnócratas tan destacados como Gonzalo Fernández de la Mora ―a quien incorporó como editorialista y jefe de colaboraciones de ABC cuando  ejerció por vez primera la dirección del diario― o como Laureano López Rodó, quien promovía la conveniencia de aplicar la Ley de Sucesión y la designación de Juan Carlos I en el entorno de Carrero Blanco. En 1973 tomó posición, desde el editorial del periódico, a favor del golpe de Estado del general Pinochet en Chile, que consideró como una "misión quirúrgica de urgencia" ante un "desastre social absoluto". 
Desde 1964 intervino en política como procurador en Cortes, si bien con una cierta actitud de distanciamiento irónico que revelaba en sus crónicas parlamentarias. Dimitió de su escaño en 1977  al entender que la Cámara había sido burlada con la legalización del Partido Comunista de España. En 1967, al desarrollarse la Ley Orgánica del Estado, había alcanzado en el Consejo Nacional uno de los puestos designados directamente por Franco. Su fidelidad a la persona de Juan de Borbón fue tal que emitió en las Cortes de 1969 un voto negativo al ser nombrado Juan Carlos I sucesor por Franco sin respetar el orden dinástico.
Dentro del Franquismo empezó siendo un monárquico legitimista para después ser considerado uno de los llamados en la jerga de la época evolucionistas del régimen, es decir, entre quienes aceptaban sin discusión la autoridad de Franco pero admitían la conveniencia de promover algunos cambios para el porvenir. En los últimos tiempos estuvo en la órbita de Manuel Fraga Iribarne como uno de los miembros de Alianza Popular.
Miembro de número de la Real Academia Española (1973), tras ser desahuciado por los accionistas de la dirección de ABC marchó a México y se consagró a la literatura: entre 1976 y 1999 publicó diez novelas, tres comedias, y un libro, Poemas para después de muerto, el más conmovedor de los suyos. Realizó una antología poética de poesía religiosa cristiana clásica que se publicó en 1999 bajo el título La mejor Poesía Cristiana. El testamento espiritual de Torcuato Luca de Tena. En silla de ruedas en sus últimos años, murió en Madrid al lado de su esposa Blanca en 1999.
En la actualidad el título del Marquesado de Luca de Tena recae en su hijo, Torcuato Luca de Tena y Benjumea.

## Obras
Entre sus obras destacan Los hijos de la lluvia o La brújula loca, pero sus mayores éxitos los cosechó con sus dos grandes novelas: Edad prohibida (1958), sobre la adolescencia, y Los renglones torcidos de Dios (1979), sobre la locura. Sus narraciones se construyen en torno a un personaje central y rehúyen cualquier elemento que ponga en peligro el correcto entendimiento de la trama. Siente un particular interés por la caracterización de sus personajes, aspecto muy cuidado en sus obras, y en especial por los problemas psicológicos y psiquiátricos y de hecho mantuvo una discusión con el psiquiatra Juan Antonio Vallejo-Nágera, prologuista de la obra, cuando le comunicó su decisión de conseguir ser internado en un sanatorio psiquiátrico o manicomio para documentar su famosa novela Los renglones torcidos de Dios. Lo consiguió a pesar de la falta de colaboración del psiquiatra y, al parecer, el Hospital Psiquiátrico de Nuestra Señora de la Fuentecilla, próximo a Zamora, en que se ambienta la acción de la novela, tiene como referente real el de Conxo, en Santiago de Compostela, en el que Luca de Tena «convivió, como un loco más, entre los locos», según sus propias palabras. Esta obra presenta una indagación sobre los límites entre la salud y la enfermedad mental (Sevilla-Vallejo, 2019). Para mantener despierta la atención del lector, sus novelas cuentan siempre con abundantes elementos de intriga y en ocasiones se acogen incluso al género policiaco. 
Se acercó también a la novela histórica con La otra vida del capitán Contreras (1953) y escribió ensayos como La prensa ante las masas (1952), Los mil y un descubrimientos de América (1968), América y sus enigmas y Franco, sí, pero..., con el que obtuvo el premio Espejo de España en 1993. Reportaje novelado es Mrs. Thompson, su mundo y yo (1952); también se acercó al teatro estrenando tres obras: Hay una luz sobre la cama (1969), El triunfador (1971) y Visita inmoral o la hija de los embajadores (1975). En 1972 se estrena en el Teatro de la Comedia de Madrid, con dirección de Enrique Diosdado, El Triunfador, con Amelia de la Torre, Manuel Galiana, Enrique Diosdado y Juan Furest, entre otros, con más de 300 funciones. 
Autor también de Escrito en las olas, La llamada, Las tribulaciones de una chica decente, Paisaje con muñeca rota y Primer y último amor.  
Obtuvo el Premio Nacional de Literatura en 1955, el Premio Planeta en 1961, el Premio Fastenrath de la Real Academia Española en 1969 por la comedia Hay una luz sobre la cama, así como el Premio Espejo de España en 1993 y el Premio de la Sociedad Cervantina de Novela.